# Patrick Dennis
Pour les articles homonymes, voir Dennis.
Patrick Dennis de son vrai nom Edward Everett Tanner est un romancier américain né le 18 mai 1921 à Chicago (États-Unis) et décédé le 6 novembre 1976 à New York (États-Unis) .

## Biographie
Patrick Dennis était dans les années 1950 un des auteurs des États-Unis populaires et très lus. Presque tous ses romans ont été des bestsellers, mais le plus connu et le livre culte rempli de succès, fut sans conteste Tante Mame, qui fut interprété, joué au théâtre, mis en musique et adapté au cinéma
Ce roman désopilant se situe dans la plus grande tradition de la comédie américaine. Patrick Dennis et son roman Tante Mame furent refusés par une douzaine d’éditeurs avant d'être acceptés par un éditeur qui toucha le jackpot puisque le livre se vendit à deux millions d'exemplaires. D'inspiration autobiographique, ce récit raconte les aventures rocambolesques d'un jeune orphelin confié aux soins de sa tante extravagante, mais pleine de bonne volonté. 
Ce roman, écrit en 1955 et publié en français en 1994 n'est pas seulement drôle, il est aussi plein de tendresse pour cette femme exceptionnelle, débordante d'énergie et d'amour.

## Romans
- 1955 : Auntie Mame par Patrick Dennis; Tante Mame, Édition Flammarion, 2010,  (ISBN 978-2081240674)
- 1958 : Around the World with Auntie Mame par Patrick Dennis; Autour du monde avec Tante Mame
- 1961 : Little Me: The Intimate Memoirs of that Great Star of Stage, Screen and Television, Belle Poitrine par Patrick Dennis; Petite Belle - Les souvenirs intimes de Belle Poitrine
- 1964 : First Lady: My First Thirty Days Upstairs in the White House par Patrick Dennis ; Première dame - Trente jours à la Maison Blanche
- 1965 : The Joyous Season par Patrick Dennis; La Saison Joyeuse
- 1966 : Tony par Patrick Dennis

## Comédies Musicales
- 1958 : Auntie Mame : adapté du roman de Patrick Dennis
- 1962 : Little Me : adapté du roman de Patrick Dennis
- 1970 : Mame : adapté du roman Auntie Mame de Patrick Dennis

## Films
- 1958 : Auntie Mame : adapté la roman de Patrick Dennis et de la comédie musicale